# Pachydactylus acuminatus
Espèce
Synonymes
- Pachydactylus weberi acuminatus FitzSimons, 1941

Pachydactylus acuminatus est une espèce de geckos de la famille des Gekkonidae.

## Répartition
Cette espèce est endémique de Namibie.

## Description
Ce gecko est insectivore.

## Publication originale
- FitzSimons, 1941 : Descriptions of some new lizards from South Africa and a frog from southern Rhodesia. Annals of the Transvaal Museum, vol. 20, n. 3, p. 273-281.